# Federica Brignone
Pour les articles homonymes, voir Brignone.
Federica Brignone, née le 14 juillet 1990 à Milan, est une skieuse alpine italienne polyvalente, fille de la championne de ski alpin Maria Rosa Quario. Elle est la première italienne à remporter le classement général de la Coupe du monde, au terme de la saison 2019-2020 grâce notamment à ses cinq victoires et onze podiums dans quatre disciplines.
Lors de la saison 2017-2018, elle obtient une médaille de bronze en slalom géant aux Jeux olympiques de PyeongChang, et parvient également à s'imposer dans trois disciplines au cours des mêmes hivers en Coupe du monde : le slalom géant, le super-G et le combiné alpin, obtenant également des podiums en descente. Elle réalise la meilleure saison de sa carrière en 2019-2020, s'adjuge son premier petit globe de cristal (celui du combiné alpin) puis celui du slalom géant et le gros globe. Elle complète sa collection lors de la saison 2021-2022 en s'adjugeant le petit globe du Super G. Le 6 février 2023, elle devient championne du monde du combiné alpin à Méribel. Deux ans plus tard à Saalbach, elle est sacrée championne du monde de slalom géant. 
Federica Brignone remporte son deuxième gros globe de cristal lors de la saison 2024-2025, devenant à 34 ans la plus vieille gagnante du classement général de la Coupe du monde, pour la meilleure saison de sa carrière, avec dix victoires dans trois disciplines et les petites globes de la descente du et géant, mais elle se blesse sévèrement quelques jours après son triomphe en chutant lors du géant des championnats d'Italie. 

## Biographie
Federica Brignone est la fille de la spécialiste italienne du slalom (quatre victoires en Coupe du monde) des années 1970 et 1980 Maria Rosa Quario et son père est entraîneur et moniteur de ski. Elle a un frère, Davide, qui l'entraîne durant sa carrière professionnelle. En juillet 1996, à 6 ans, elle déménage de Milan à La Salle en Vallée d'Aoste, où elle commence à aller à l'école  et à suivre les cours du club de ski de Courmayeur ; en 1997, elle gagne sa première course.
Federica Brignone a été la compagne du skieur français Nicolas Raffort jusqu'en 2020.

## Carrière
Federica Brignone s'est révélée au cours de la Coupe du monde 2010 lors d'une épreuve de slalom géant à Aspen où elle prend la troisième place derrière Kathrin Hölzl et Kathrin Zettel pour sa cinquième participation à une épreuve dans cette compétition. Auparavant, elle a remporté le titre de championne du monde junior de combiné en mars 2009 à Garmisch-Partenkirchen. Elle réalise un nouveau podium à Arber Zwiesel la saison suivante, dernière épreuve avant les championnats du monde, où sa forme se concrétise par une médaille d'argent en slalom géant.

### Saison 2011-2012
Lors de la saison 2011-2012, elle monte à quatre reprises sur le podium, sans remporter de victoire.

### Saison 2013-2014
Aux Jeux olympiques d'hiver de 2014, en ski alpin, elle s'est classifiée onzième dans le super combiné et n'a terminé ni le slalom géant ni le slalom spécial.

### Saison 2015-2016
Lors de la  saison 2015-2016, elle remporte le premier slalom géant de la saison à Sölden. Il s'agit de sa première victoire.
La valdôtaine s'impose également en Super-G, en Andorre devant l'américaine Laurenne Ross et l'autrichienne Tamara Tippler.

### Saison 2016-2017 et hiver olympique
Federica Brignone gagne deux géants supplémentaires lors de la saison 2016-2017, sur la piste Erta de Plan de Corones dans les dolomites italiennes, et à Aspen. Elle s'impose aussi en combiné à Crans Montana et termine à la seconde place du classement de la spécialité. Lors de l'hiver suivant qui mène aux Jeux olympiques d'hiver de Pyeongchang, la skieuse italienne met fin à la série de victoires partagées en géant entre Viktoria Rebensburg et Mikaela Shiffrin en remportant celui de Lienz le 29 décembre 2017. Le 13 janvier 2018, elle remporte le deuxième Super-G de sa carrière en s'imposant sur le tracé de Bad Kleinkirchheim devant Lara Gut et Cornelia Hütter.

### Montée en puissance jusqu'à la victoire au classement général de la Coupe du monde
Federica Brignone remporte sa première médaille olympique en prenant le bronze du slalom géant à PyeongChang 2018 remporté par Mikaela Shiffrin. Par la suite, elle continue à briller régulièrement dans trois disciplines : le Super-G, le géant et le combiné, mais obtient aussi des podiums en descente. À 29 ans, sa saison 2019-2020 est, déjà début février, la meilleure de sa carrière avec quatre victoires et huit podiums qui font d'elle la dauphine de Shiffrin au classement général et la première des classements du Super-G, du géant et du combiné, soit trois dossards rouges au départ des courses de ces trois spécialités. En obtenant le 14e succès de sa carrière le 2 février dans le Super-G de Sotchi, elle s'approche des records de victoires pour une skieuse alpine italienne : les 15 succès de Isolde Kostner et les 16 de Deborah Compagnoni.

#### Première italienne à gagner le gros globe de cristal
Encore largement en tête du classement général de la Coupe du monde, Mikaela Shiffrin perd son père Jeff le 3 février 2020, et s'absente du circuit international, sa date de retour restant indéterminée à la fin du mois. Déjà en train de disputer la meilleure saison de sa carrière, atteignant les dix podiums dans l'hiver, Federica Brignone remporte son cinquième succès de la saison et le quinzième de sa carrière (égalant donc Isolde Kostner et Deborah Compagnoni) le 23 février à l'arrivée du combiné alpin de Crans Montana, ce qui lui permet de s'installer pour la première fois aux commandes de la course au gros globe de cristal avec 73 points d'avance sur Shiffrin. Elle remporte le petit globe de cristal de la discipline, qui est le premier de sa carrière. Cinq jours plus tard à La Thuile, elle prend la 2e place du Super G, à 1/100e de Nina Ortlieb, ce qui lui permet de creuser l'écart par rapport à l'Américaine (désormais 153 points de marge) devenant une très sérieuse concurrente pour l'obtention de ce gros globe de cristal, ce qu'aucune skieuse italienne n'a jamais réalisé. Ce qui ne l'empêche pas de dire « j'espère vraiment pour elle que Mikaela va vite revenir, pour qu'elle puisse faire ce qu'elle aime par-dessus tout ». La course au gros globe doit se dénouer du 12 au 14 mars à Åre, mais les trois épreuves (slalom parallèle, géant et slalom) qui devaient marquer le retour de Mikaela Shiffrin à la compétition sont finalement annulés par les autorités suédoises sur recommandation de leur agence de santé publique en raison de l'épidémie mondiale de Coronavirus Covid-19. En conséquence, Federica Brignone est la première italienne de l'histoire à remporter le classement général de la Coupe du monde.

### Saison 2020-2021
Federica Brignone ne connait pas la même réussite lors de l'hiver 2020-2021, passant notamment à côté des championnats du monde disputés à domicile à Cortina d'Ampezzo, où son meilleur résultat est la dixième place du Super-G. Au cours de la saison, elle obtient deux podiums en géant et deux autres en Super-G avant de finalement renouer avec la victoire, la seizième de sa carrière et sa seule de l'hiver, le 28 février à l'arrivée du Super-G de Val di Fassa.

### Saison 2022-2023
Federica Brignone remporte la médaille d'or du combiné lors des Mondiaux 2023 de Courchevel-Méribel.

### Saison 2023-2024
En décembre 2023, Brignone remporte deux slaloms géants disputés à Tremblant. Deux semaines plus tard, elle gagne le super G de Val-d'Isère.
En mars 2024, sa victoire lors du deuxième super G de Kvitfjell lui permet de devenir deuxième du classement provisoire de la Coupe du monde derrière Lara Gut-Behrami. Elle enchaîne avec une victoire à Åre en slalom géant.
Aux Championnats du monde de Saalbach-Hinterglemm le 6 février 2025, elle remporte la médaille d'argent en Super-G. Elle n'a dû admettre sa défaite face à l'Autrichienne Stephanie Venier que par 10 centièmes,.

### Saison 2024-2025: titre mondial et deuxième gros globe de cristal
A l'issue d'une saison entrecoupée par les championnats du monde de Saalbach où elle décroche la médaille d'or du slalom géant, Federica Brignone s'adjuge son deuxième gros globe de cristal. Elle dispute à 34 ans la meilleure saison de sa carrière avec dix victoires (quatre en géant, trois en super-G et deux en descente) et seize podiums. Elle agrémente le tout des petits globes du géant et de la descente et devient accessoirement la plus vieille gagnante du classement général de la Coupe du monde.
Le 3 avril, elle chute lors de la deuxième manche du géant des Championnats d'Italie à Val di Fassa et se fracture la jambe gauche,.

## Palmarès

### Jeux olympiques
| Édition / Épreuve   | Descente | Super-G | Slalom géant                        | Slalom  | Combiné alpin                       |
| ------------------- | -------- | ------- | ----------------------------------- | ------- | ----------------------------------- |
| JO 2010 Vancouver   | -        | -       | 18e                                 | -       |                                     |
| JO 2014 Sotchi      | -        | -       | Abandon                             | Abandon | 11e                                 |
| JO 2018 Pyeongchang | Abandon  | 6e      | Médaille de bronze, Jeux olympiques | -       | -                                   |
| JO 2022 Pékin       | -        | 7e      | Médaille d'argent, Jeux olympiques  | Abandon | Médaille de bronze, Jeux olympiques |

### Championnats du monde
| Édition / Épreuve                    | Super-G | Slalom géant | Slalom  | Combiné alpin | Team Event | Parallèle                        |
| ------------------------------------ | ------- | ------------ | ------- | ------------- | ---------- | -------------------------------- |
| Mondiaux 2011 Garmisch-Partenkirchen | —       | Argent       | Abandon | —             | 4e         | Épreuve inexistante à cette date |
| Mondiaux 2015 Vail - Beaver Creek    | —       | Abandon      | 19e     | —             | —          | Épreuve inexistante à cette date |
| Mondiaux 2017 Saint-Moritz           | 8e      | 4e           | 24e     | 7e            | 5e         | Épreuve inexistante à cette date |
| Mondiaux 2019 Åre                    | 10e     | 5e           | —       | 6e            | —          | Épreuve inexistante à cette date |
| Mondiaux 2021 Cortina d'Ampezzo      | 10e     | Abandon      | Abandon | Abandon       | —          | 6e                               |
| Mondiaux 2023 Courchevel-Méribel     | 8e      | Argent       | —       | Or            | —          | —                                |
| Mondiaux 2025 Saalbach               | Argent  | Or           | —       | —             | —          |                                  |

Légende :
- — : non disputée par Federica Brignone
- : pas d'épreuve

### Coupe du monde
- 2 gros globe de cristal : Vainqueur en 2020 et 2025.
- 5 petits globes de cristal : 
  - Vainqueur du classement géant en 2020 et 2025.
  - Vainqueur du classement combiné en 2020.
  - Vainqueur du classement Super G en 2022
  - Vainqueur du classement descente en 2025
- 85 podiums dont 37 victoires.

#### Différents classements en coupe du monde
| Saison/Classement | Général | Général | Descente | Descente | Super G | Super G | Slalom géant | Slalom géant | Slalom | Slalom | Combiné | Combiné | Parallèle | Parallèle |
| Saison/Classement | Class.  | Points  | Class.   | Points   | Class.  | Points  | Class.       | Points       | Class. | Points | Class.  | Points  | Class.    | Points    |
| ----------------- | ------- | ------- | -------- | -------- | ------- | ------- | ------------ | ------------ | ------ | ------ | ------- | ------- | --------- | --------- |
| 2009-2010         | 43e     | 170     | -        | -        | -       | -       | 12e          | 170          | -      | -      | -       | -       | -         | -         |
| 2010-2011         | 26e     | 232     | -        | -        | 44e     | 11      | 5e           | 212          | -      | -      | 36e     | 9       | -         | -         |
| 2011-2012         | 20e     | 381     | -        | -        | 49e     | 1       | 6e           | 340          | 55e    | 3      | 20e     | 22      | -         | -         |
| 2012-2013         | 103e    | 13      | -        | -        | -       | -       | -            | -            | -      | -      | 30e     | 13      | -         | -         |
| 2013-2014         | 31e     | 227     | -        | -        | -       | -       | 9e           | 222          | 50e    | 5      | -       | -       | -         | -         |
| 2014-2015         | 20e     | 350     | -        | -        | 17e     | 95      | 7e           | 237          | 39e    | 18     | -       | -       | -         | -         |
| 2015-2016         | 8e      | 787     | 43e      | 9        | 6e      | 276     | 4e           | 425          | 39e    | 27     | 17e     | 50      | -         | -         |
| 2016-2017         | 5e      | 895     | 27e      | 69       | 8e      | 222     | 4e           | 370          | 46e    | 14     | 2e      | 220     | -         | -         |
| 2017-2018         | 11e     | 774     | 24e      | 92       | 6e      | 296     | 5e           | 274          | 50e    | 12     | 3e      | 100     | -         | -         |
| 2018-2019         | 6e      | 764     | 21e      | 104      | 8e      | 165     | 5e           | 360          | 39e    | 35     | 1re     | 100     | -         | -         |
| 2019-2020         | 1re     | 1 378   | 3e       | 320      | 2e      | 341     | 1re          | 407          | 36e    | 20     | 1re     | 200     | -         | -         |
| 2020-2021         | 7e      | 867     | 19e      | 96       | 2e      | 323     | 5e           | 372          | 32e    | 40     | -       | -       | 7e        | 36        |
| 2021-2022         | 3e      | 1 055   | 14e      | 209      | 1re     | 506     | 6e           | 316          | 38e    | 24     | -       | -       | -         | -         |
| 2022-2023         | 4e      | 1 069   | 14e      | 218      | 2e      | 368     | 5e           | 476          | 48e    | 7      | -       | -       | -         | -         |
| 2023-2024         | 2e      | 1 581   | 5e       | 281      | 2e      | 546     | 2e           | 750          | 54e    | 4      | -       | -       | -         | -         |
| 2024-2025         | 1re     | 1 594   | 1re      | 384      | 2e      | 630     | 1re          | 580          | -      | -      | -       | -       | -         | -         |

#### Détail des victoires
| Saison / Épreuve | Géant                              | Super-G                                        | Descente                           | Combiné                             | Total |
| ---------------- | ---------------------------------- | ---------------------------------------------- | ---------------------------------- | ----------------------------------- | ----- |
| 2015-2016        | Sölden                             | Soldeu                                         |                                    |                                     | 2     |
| 2016-2017        | Kronplatz Aspen                    |                                                |                                    | Crans-Montana                       | 3     |
| 2017-2018        | Lienz                              | Bad Kleinkirchheim                             |                                    | Crans-Montana                       | 3     |
| 2018-2019        | Killington                         |                                                |                                    | Crans-Montana                       | 2     |
| 2019-2020        | Courchevel Sestrières              | Rosa Khutor                                    |                                    | Altenmarkt-Zauchensee Crans-Montana | 5     |
| 2020-2021        |                                    | Val di Fassa                                   |                                    |                                     | 1     |
| 2021-2022        | Méribel                            | Saint-Moritz Zauchensee Garmisch-Partenkirchen |                                    |                                     | 4     |
| 2022-2023        |                                    | Sankt Anton                                    |                                    |                                     | 1     |
| 2023-2024        | Tremblant x2 Åre Saalbach          | Val d'Isère Kvitfjell                          |                                    |                                     | 6     |
| 2024-2025        | Sölden Semmering Sestrières x2 Åre | Cortina d'Ampezzo Kvitfjell La Thuile          | Saint-Anton Garmisch-Partenkirchen |                                     | 10    |
| Total            | 17                                 | 13                                             | 2                                  | 5                                   | 37    |

### Championnats du monde junior
| Édition / Épreuve             | Descente | Super-G | Slalom géant | Slalom  | Combiné |
| ----------------------------- | -------- | ------- | ------------ | ------- | ------- |
| 2007 Flachau                  | -        | 19e     | 24e          | -       | -       |
| 2008 Formigal                 | 43e      | -       | 17e          | Abandon | -       |
| Mondiaux 2009 Garmisch        | 10e      | 5e      | 7e           | 16e     | Or      |
| Mondiaux 2010 Megève/Chamonix | -        | -       | Argent       | 15e     | -       |

### Championnats d'Italie
- Championne du slalom géant en 2011, 2017 et 2018.
- Championne du super combiné en 2016 et 2017.
- Championne du super G en 2017.